# Cedusa zantata
Cedusa zantata är en insektsart som beskrevs av Kramer 1986. Cedusa zantata ingår i släktet Cedusa och familjen Derbidae. Inga underarter finns listade i Catalogue of Life.